# Emenon
Emenon (popř. Emeno) (810? – 22. červen 866) byl franský šlechtic, stoupenec akvitánských králů Pipina I. a Pipina II., byl hrabětem z Poitou, Périgordu a Angoulême.

## Životopis

### Původ
Jeho původ není zcela jistý. Bernard z Gothie, jeho synovec, se označuje za potomka Adalhelma z Autunu, možného blízkého příbuzného svatého Viléma z Gellone. Prokazatelné je pouze to, že Emenon měl dva bratry, a to Bernarda II. z Poitou a Turpia, hraběte z Angoulême

### Historický kontext
Situace v Akvitánii v první polovině 9. století byla poměrně komplikovaná. V roce 830 vypukla revolta synů císaře Ludvíka Pobožného proti němu, jelikož chtěl pro svého syna z druhého manželství Karla II. Holého zajistit územní podíl. Byl to právě akvitánský král Pipin I., který patřil k největším odpůrcům takových snah a dokonce věznil v klášteře císařovu druhou manželku Juditu Welfskou.
V roce 837 došlo ke kompromisnímu uspořádání říše, kdy po císařově smrti měl jeho syn Karel II. Holý získat svůj podíl severně od řeky Loiry. Avšak již roku 838 Pipin Akvitánský zemřel a místní šlechta provolala novým králem jeho syna Pipina II. Jako reakce ze strany císaře, jelikož se tak stalo proti jeho vůli a celou Akvitánii se rozhodl podstoupit právě Karlu II. Holému, přišel pro Emenona a jeho bratra Bernarda postih, kteří v tomto počinu zřejmě patřili mezi hlavní aktéry. Na příkaz císaře bylo hrabství Poitiers obsazeno Geraldem, hrabětem z Auvergne a jeho syn Ramnulf se v Poitiers (společně se svým strýcem Vilémem) stal hrabětem.

### Od roku 839 až do roku 866
Emenon našel azyl u svého bratra Turpia, který od Pipina II. Akvitánského získal hrabství Angoulême, zatím co jeho bratr Bernard odešel do sousedního hrabství Herbauges k místnímu hraběti Renauldovi,  který císaři Ludvíkovi zachoval věrnost.
Není zcela jisté, zda bratři Emenon a Bernard vládli v Poitiers společně, avšak Bernard je později znám jako hrabě z Poitou. Tento titul mohl však získat jako nástupce po svém bratrovi Emenonovi od Pipina II, zda však jen formálně či na nějaký čas měl hrabství opravdu v držení, se nedá s přesností určit. Bernard zemřel již roku 844 a Poitou zcela ovládl Ramnulf, který vdovu po Bernardovi (Bilichilde z Maine) pojal za manželku.
Hrabství Poitiers jako pagus existovalo již v době vlády merovejovských králů. V období panování Ludvíka Pobožného byla oddělena severozápadní přímořská a příhraniční část sousedící s Bretaní jako samostatné hrabství Herbauges, které mělo plnit náraznikové pásmo nejen proti Bretoňcům, ale především proti vikingům. Jak se však ukázalo, ne příliš úspěšně.
Při seveřanské válečné kampani, která započala na podzim roku 863 v ústí řeky Loiry, padl hned 4. řijna Turpio z Angoulême, byť zabil v boji náčelníka těchto vikingů. Emenon byl po bratrově smrti potvrzen jako hrabě z Angoulême a pravděpodobně i Périgordu, který tehdy ještě jako samostatné hrabství nefiguroval a podléhal vládě hrabat z Angoulême.
Vikinské tažení pokračovalo pustošením celého zbytku Akvitánie, včetně Poitou, Limousin, Auvergne a Berry v létě roku 865. Seveřané krom toho úspěšně kontrolovali povodí řeky Loiry až do centra Francie. Citlivou porážku utrpěli Frankové v bitvě u Brissarthe v červenci 866, kde padl Robert Silný a smrtelně byl zraněn Ramnulf z Poitiers, který na následky zranění podlehl. Hrabství Poitiers se záhy zmocnil Emenonův příbuzný Bernard z Gothie.
Emenon zemřel ještě před bitvou u Bissarthe 22. června 866 v Rancogne po zranění, které utrpěl v boji se svým bratrancem Landrem, hrabětem ze Saintonge, o hrad Bouteville v Angoulême.

### Rodina
S manželkou neznámého jména, která byla dcerou Ody I. z Troyes, měl dva syny.
- Adémara, který v době úmrtí otce byl ještě dítětem a hraběm z Angoulême se tak stal Wulgrin z rodu Tailleferů. Adémar se roku 890 prosadil jako hrabě z Poitiers až do roku 902, po té jako regent v Angoulême (jeho manželkou byla dcera hraběte Wulgrina. Zemřel 2. dubna 926.

- Adalelma, který se po smrti svého strýce Roberta stal roku 886 hrabětem z Troyes. Při obléhání Aurillacu roku 892 byl zajat a zemřel ve vězení.